# NN-117
La carretera NN‑117 es una vía departamental secundaria que se localiza en el departamento de Chontales. Esta conecta las comunidades rurales de Cuatro Esquinas y Los Limones, en una zona de producción agrícola y ganadera.

## Trazado y cruces
| km   | Localidad / Punto | Departamento | Conexión / Ruta |
| ---- | ----------------- | ------------ | --------------- |
| 0,0  | Cuatro Esquinas   | Chontales    | NN 116          |
| 11,2 | Los Limones       | Chontales    | Camino rural    |

## Coordenadas
Uno de los tramos de la NN‑117 puede ser encontrado en las coordenadas: 11°39′42″N 84°24′50″O / 11.6617, -84.4139